# Zwölferkofel
Zwölferkofel nebo zkráceně Zwölfer (italsky Croda dei Toni) je 3094 m vysoký skalnatý vrchol nalezající se v Sextenských Dolomitech.

## Poloha
Zwölfer je viditelný od severu z údolí Bacherntal, přibližně od výstupové cesty k chatě Zsigmondyhütte: vlevo od hlavního vrcholu, nazývaného také Hoher Zwölfer, se nachází Kleine Zwölfer o nadmořské výšce 2917 m n. m. a Kleinste Zwölfer s bizarními skalními jehlami nazývanými Vicentinische Damen, vpravo je od Hoher Zwölferu zřetelným zářezem oddělen o něco nižší západní předvrchol. Na jihu následují nejprve Mittlerer Zwölfer o nadmořské výšce 3011 m n. m., italská Croda A. Berti a Südlicher Zwölfer a některé další vyvýšeniny.
Až do anexe Jižního Tyrolska po první světové válce vedla přes vrchol hranice mezi Rakousko-Uherskem a Italským královstvím, dnes je zde hranice mezi Jižním Tyrolskem a provincií Belluno. Jihotyrolské části jsou chráněny v přírodním parku Drei Zinnen.
Anteile sind im Naturpark Drei Zinnen unter Schutz gestellt.

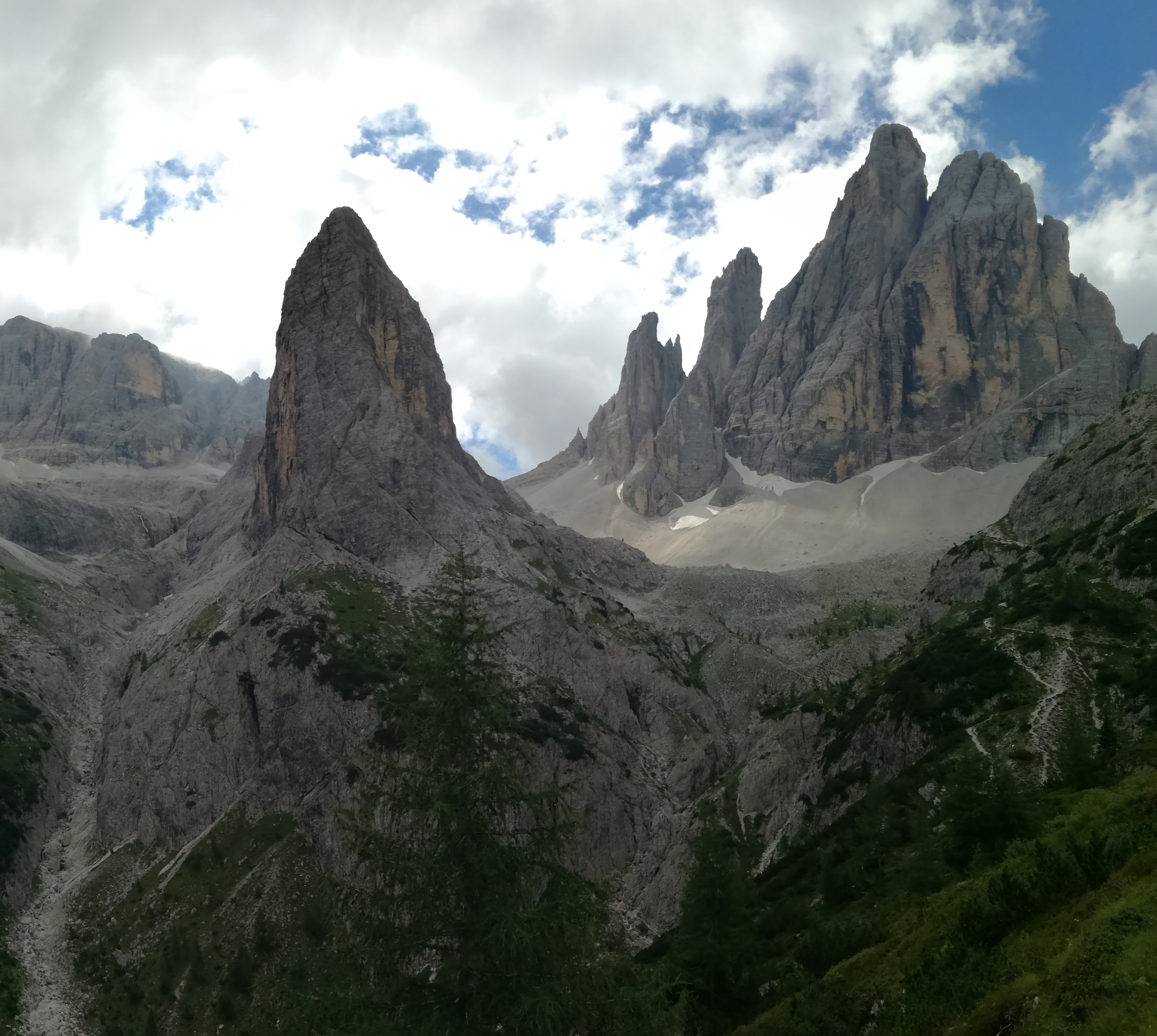
Hochleist, Kleinster a Kleiner Zwölfer a Hoher Zwölfer z údolí Bachern (zleva)

Zwölferkofel je součástí Sextenských slunečních hodin, které obyvatelům městečka Sexten umožňovaly poměrně spolehlivě určovat denní čas na základě polohy slunce.
První výstup na Zwölferkofel uskutečnili místní horští vůdci Johann a Michel Innerkoflerovi 28. září 1874 tzv. ledovým žlabem mezi Mittlerer a Hoher Zwölfer. Dnešní běžná trasa se vyhýbá dnu erodovaného ledového žlebu v sousedních skalách. Jedná se o cestu třetího stupně obtížnosti stupnice UIAA, kterou poprvé vylezli Michel a Johann Innerkoflerovi s J. Reichlem a M. Simonem 6. září 1887.